# Inspector Banks/Episodenliste
Dies ist die Episodenliste der britischen Krimiserie Inspector Banks (Originaltitel: DCI Banks), die von 2010 bis 2016 von Left Bank Pictures produziert und auf ITV ausgestrahlt wurde. Die Erstausstrahlung startete im Vereinigten Königreich am 27. September 2010. Die 32. und letzte Folge lief am 5. Oktober 2016. In Deutschland begann die Erstausstrahlung mit der Pilotfolge am 2. November 2012 auf arte. Die Erstausstrahlungen der Staffeln fanden auf verschiedenen Fernsehsendern statt. Die erste Staffel wurde ab dem 20. Mai 2013 zuerst auf ZDFneo gezeigt. Bei der zweiten Staffel war das ZDF erstausstrahlender Sender. Staffel drei lief dann wieder auf arte und Staffel vier auf ZDFneo. Die Staffel fünf lief abschließend im ZDF.
Während in der Originalfassung eine Buchverfilmung auf zwei Folgen mit einer Länge von 45 Minuten aufgeteilt wurde, erfolgte die Ausstrahlung im deutschsprachigen Raum als Doppelfolge in Spielfilmlänge von rund 90 Minuten.

## Pilotfolge
| Nr. (ges.) | Nr. (St.) | Deutscher Titel                                       | Originaltitel | Erstausstrahlung UK | Deutschsprachige Erstausstrahlung (D) | Regie       | Drehbuch      |
| --- | --------- | ----------------------------------------------------- | ------------- | ------------------- | ------------------------------------- | ----------- | ------------- |
| 1 | 1         | Der Solist – Teil 1 (auch: Wenn die Dunkelheit fällt) | Aftermath (1) | 27. Sep. 2010       | 2. Nov. 2012                          | James Hawes | Robert Murphy |
| Die Streifenpolizisten Janet Taylor und Dennis Morrisey werden zu einem Familienstreit bei den Paynes gerufen. Im Haus angekommen, finden sie zunächst die Ehefrau Lucy Payne schwer verletzt im Flur. Bei der Durchsuchung des Hauses werden sie im Keller von Ehemann Marcus Payne mit einer Machete angegriffen und Morrisey wird getötet. Taylor gelingt es, Payne zu überwältigen, der aufgrund der Schläge mit dem Schlagstock ins Koma fällt. Das Team von Banks findet im Keller die Leichen von vier jungen Mädchen und geht von einem gesuchten Serientäter aus, allerdings wird ein fünftes Mädchen noch vermisst. Payne ist jedoch nicht vernehmungsfähig und der ihn behandelnde Arzt zeigt Taylor wegen Polizeibrutalität an. Die internen Ermittlungen zu dieser Beschwerde führt DS Annie Cabbot. Währenddessen beginnt Banks zu ermitteln, in den Fokus gerät dabei die Ehefrau des Verdächtigen. Diese gibt allerdings vor, von den Taten ihres Mannes nichts gewusst zu haben. |           |                                                       |               |                     |                                       |             |               |
| 2 | 2         | Der Solist – Teil 2 (auch: Wenn die Dunkelheit fällt) | Aftermath (2) | 4. Okt. 2010        | 2. Nov. 2012                          | James Hawes | Robert Murphy |
| Der Verdächtige Marcus Payne verstirbt im Krankenhaus an seinen schweren Verletzungen. Im Zuge der Ermittlungen stellt sich heraus, dass Payne eine Komplizin gehabt haben muss. Banks verdächtigt Lucy Payne, diese jedoch beschuldigt ihre Nachbarin, die mit ihrem Mann ein Verhältnis gehabt haben soll. Die Ermittler versuchen alles, den Fall aufzuklären und das verschwundene fünfte Mädchen zu finden. |           |                                                       |               |                     |                                       |             |               |

## Staffel 1
| Nr. (ges.) | Nr. (St.) | Deutscher Titel                  | Originaltitel           | Erstausstrahlung UK | Deutschsprachige Erstausstrahlung (D) | Regie            | Drehbuch      |
| --- | --------- | -------------------------------- | ----------------------- | ------------------- | ------------------------------------- | ---------------- | ------------- |
| 3 | 1         | Kein Rauch ohne Feuer – Teil 1   | Playing With Fire (1)   | 16. Sep. 2011       | 20. Mai 2013                          | Paul Whittington | Robert Murphy |
| Bei einem vorsätzlich gelegten Brand auf seinem Boot wird der Antiquar Leslie Whitaker getötet. Bei der Untersuchung des Tatorts finden die Ermittler ein Gemälde von William Turner sowie Bargeld. DS Annie Cabbot zieht den Kunstexperten Mark Keane zu Rate und es stellt sich heraus, dass das Bild eine Fälschung ist. Wenig später gibt die Ermordung von Christina Aspern auf dem Nachbarboot weitere Rätsel auf, denn die Ermittler können keine Verbindung zwischen Whitaker und Aspern erkennen.                                                         |           |                                  |                         |                     |                                       |                  |               |
| 4 | 2         | Kein Rauch ohne Feuer – Teil 2   | Playing With Fire (2)   | 23. Sep. 2011       | 20. Mai 2013                          | Paul Whittington | Robert Murphy |
| Weitere Morde geschehen und das Team um Banks glaubt, einem Kunstfälscherring auf die Spur gekommen zu sein. Im Zentrum der Ermittlungen steht nun Garry Morrison, von dem die Ermittler annehmen, er sei der Kopf der Kunstfälscher. Cabbot, die mit Mark Keane eine Affäre begonnen hat, gerät wegen dessen Verbindung zu Morrison in Gefahr, während sich die Ermittlungen von Banks auf Dr. Aspern, den Vater der Ermordeten, konzentrieren. |           |                                  |                         |                     |                                       |                  |               |
| 5 | 3         | Wenn die Dämmerung naht – Teil 1 | Friend of the Devil (1) | 30. Sep. 2011       | 27. Mai 2013                          | Bill Anderson    | Robert Murphy |
| In Eastvale wird die junge Frau Haley Daniels vergewaltigt und ermordet; tatverdächtig ist der Ladenbesitzer Timothy Randall. Während Banks ermittelt, erhält Cabbot ihren ersten eigenen Fall: Karen Drew wurde bei einem Unfall getötet und dabei bis zur Unkenntlichkeit entstellt. Es ergibt sich ein Zusammenhang mit dem Mord an Lucy Payne. |           |                                  |                         |                     |                                       |                  |               |
| 6 | 4         | Wenn die Dämmerung naht – Teil 2 | Friend of the Devil (2) | 7. Okt. 2011        | 27. Mai 2013                          | Bill Anderson    | Robert Murphy |
| DS Kevin Templeton versucht, die Vergewaltigung von Haley Daniels auf eigene Faust aufzuklären, und wird dabei ermordet. Verdächtigt wird der Vater des ersten Opfers. Währenddessen sucht Cabbot nach einer Verbindung zwischen den Morden, den sie in einem Jahre zurückliegenden Fall findet. |           |                                  |                         |                     |                                       |                  |               |
| 7 | 5         | Kalt wie das Grab – Teil 1       | Cold Is the Grave (1)   | 14. Okt. 2011       | 3. Juni 2013                          | Marek Losey      | Robert Murphy |
| DS Cabbot ermittelt in einem Raubüberfall auf den Lieferwagen von Tony Grimes. Mit Charlie McKay ist der Verdächtige schnell ermittelt, aber als Cabbot und Jackman ihn vernehmen wollen, finden sie ihn ermordet auf. Banks dagegen wird von seinem Vorgesetzten CS Gerry Rydell und dessen Frau gebeten, ihre von zu Hause weggelaufene Tochter Emily in London zu suchen und zurückzubringen. Banks findet sie in Gesellschaft des Gangsters Barry Clough und es gelingt ihm, sie zur Heimkehr zu bewegen. Doch kurz darauf ist Emily erneut verschwunden.      |           |                                  |                         |                     |                                       |                  |               |
| 8 | 6         | Kalt wie das Grab – Teil 2       | Cold Is the Grave (2)   | 21. Okt. 2011       | 3. Juni 2013                          | Marek Losey      | Robert Murphy |
| Emily wurde ermordet. Banks findet eine Verbindung zu ihrer Mitbewohnerin Ruth, als sich herausstellt, dass sie die Schwester von Emily war. Als Kind wurde Ruth zur Adoption freigegeben, doch Emily wusste nichts davon. In der Zwischenzeit wurde der des Mordes an McKay verdächtige Tony Grimes freigelassen und führt die Ermittler zu den wahren Tätern. Es ergibt sich eine Verbindung zwischen beiden Fällen dergestalt, dass CS Gerry Rydell bereits seit Jahren Dienstgeheimnisse an Barry Clough verraten hatte, so auch den Aufenthaltsort von McKay. |           |                                  |                         |                     |                                       |                  |               |

## Staffel 2
| Nr. (ges.) | Nr. (St.) | Deutscher Titel                | Originaltitel            | Erstausstrahlung UK | Deutschsprachige Erstausstrahlung (D) | Regie      | Drehbuch      |
| --- | --------- | ------------------------------ | ------------------------ | ------------------- | ------------------------------------- | ---------- | ------------- |
| 9 | 1         | Eine seltsame Affäre – Teil 1  | Strange Affair (1)       | 10. Okt. 2012       | 2. Nov. 2014                          | Tim Fywell | Robert Murphy |
| Banks erhält einen telefonischen Hilferuf von seinem Bruder Roy, der offensichtlich in Schwierigkeiten steckt. In der Zwischenzeit findet das Team von Banks die Leiche von Jennifer Lewis, die offenkundig auf dem Weg zu Banks war. Die Ermittlungen übernimmt DI Helen Morton, die gerade erst als Vertretung für die schwangere Annie Cabbot angefangen hat. Banks findet heraus, dass sein Bruder gemeinsam mit dessen Geschäftspartner in zwielichtige Geschäfte verwickelt war. DI Morton und Banks geraten aneinander, als Morton ihn wegen der vermuteten Verbindung zu Jennifer Lewis als Verdächtigen verhören will. Dann wird Roy Banks tot aufgefunden.                                                          |           |                                |                          |                     |                                       |            |               |
| 10 | 2         | Eine seltsame Affäre – Teil 2  | Strange Affair (2)       | 17. Okt. 2012       | 2. Nov. 2014                          | Tim Fywell | Robert Murphy |
| Nach dem Tod seines Bruders lässt sich DI Morton davon überzeugen, Banks wieder als Ermittler zu akzeptieren. Banks findet heraus, dass Roy eine Affäre mit einer Carmen gehabt haben soll und lockt sie in ein Hotelzimmer. Doch die schwangere Frau flüchtet und wird vor den Augen der Polizei entführt. Schließlich finden die Ermittler in einer Privatklinik den Schlüssel zu dem Fall, der sie zum Geschäftspartner von Roy Banks führt. |           |                                |                          |                     |                                       |            |               |
| 11 | 3         | Die letzte Rechnung – Teil 1   | Dry Bones That Dream (1) | 24. Okt. 2012       | 16. Nov. 2014                         | Jim Loach  | Rob Williams  |
| Der Steuerberater Keith Rothwell wird ermordet. Nach einem öffentlichen Fahndungsaufruf meldet sich Pamela Jeffries, die mit dem Toten eine Liebesbeziehung unterhielt, ihn aber unter anderem Namen kannte. Der Fall scheint Parallelen zu Ermittlungen einer Sonderkommission der Polizei gegen den Unterhausabgeordneten Martin Fleming aufzuweisen. Schnell haben die Ermittler den Verdacht, dass es sich um einen Auftragsmord gehandelt haben muss. Banks befragt Fleming und gerät deshalb unter Beschuss. Wenig später wird Pamela Jeffries in ihrer Wohnung überfallen und schwer verletzt. |           |                                |                          |                     |                                       |            |               |
| 12 | 4         | Die letzte Rechnung – Teil 2   | Dry Bones That Dream (2) | 31. Okt. 2012       | 16. Nov. 2014                         | Jim Loach  | Rob Williams  |
| Pamela Jeffries kann den Täter, der sie überfallen hat, beschreiben. Währenddessen finden DI Morton und DS Blackstone den Namen des Auftragsmörders heraus, der auch Jeffries überfallen hatte. Bei dem Versuch, ihn zu verhaften, flüchtet er. Der Polizei gelingt es, ihn an einem Stausee aufzuspüren und in der Staumauer zu stellen. In der Zwischenzeit findet Banks heraus, dass Rothwell noch lebt und dass an seiner Stelle jemand anderes getötet wurde. |           |                                |                          |                     |                                       |            |               |
| 13 | 5         | Der unschuldige Engel – Teil 1 | Innocent Graves (1)      | 7. Nov. 2012        | 23. Nov. 2014                         | Mat King   | Andrew Payne  |
| Die 16-jährige Ellie Clayton, Tochter eines erfolgreichen Unternehmers, wird ermordet aufgefunden. Als Jackman und Blackstone Owen Pierce, den Schauspiellehrer der Ermordeten, vernehmen, fallen ihnen Ähnlichkeiten mit der Kleidung eines Verdächtigen auf, den ein Nachbar in der Nähe des Tatortes gesehen hat. Der allein lebende Pierce kann für die Tatzeit keinen Alibizeugen benennen und verstrickt sich in Widersprüche, sodass er zum Hauptverdächtigen erklärt wird. Nach drei Monaten Ermittlungsarbeit wird er des Mordes angeklagt, obwohl Pierce alle Vorwürfe abstreitet. Wegen eines Formfehlers werden entscheidende Beweisstücke vor Gericht nicht zugelassen und der Richter lässt die Anklage fallen. |           |                                |                          |                     |                                       |            |               |
| 14 | 6         | Der unschuldige Engel – Teil 2 | Innocent Graves (2)      | 8. Nov. 2012        | 23. Nov. 2014                         | Mat King   | Andrew Payne  |
| Die Abteilung um Inspector Banks nimmt die Ermittlungen wieder auf. Becca, eine Freundin der Ermordeten, führt die Ermittler auf die Spur von Ellies Freund Tyler Judd. Auch er bestreitet sämtliche Vorwürfe. Dann wird Becca ermordet. Bei der Untersuchung des Tatortes findet Banks die Speicherkarte eines Fotoapparates, auf der sich Bilder von Ellie befinden. Offensichtlich wurde sie gestalkt. Auf einem der Fotos finden sie ein Spiegelbild des Fotografen, bei dem es sich um Simon Harris, den Geschäftspartner von Ellies Vater handelt. Er gesteht schließlich beide Morde. |           |                                |                          |                     |                                       |            |               |

## Staffel 3
| Nr. (ges.) | Nr. (St.) | Deutscher Titel                    | Originaltitel         | Erstausstrahlung UK | Deutschsprachige Erstausstrahlung (D) | Regie              | Drehbuch           |
| ---------- | --------- | ---------------------------------- | --------------------- | ------------------- | ------------------------------------- | ------------------ | ------------------ |
| 15         | 1         | Das verschwundene Lächeln – Teil 1 | Wednesday’s Child (1) | 3. Feb. 2014        | 4. Dez. 2015                          | Bill Eagles        | Robert Murphy      |
| 16         | 2         | Das verschwundene Lächeln – Teil 2 | Wednesday’s Child (2) | 10. Feb. 2014       | 4. Dez. 2015                          | Bill Eagles        | Robert Murphy      |
| 17         | 3         | Im Sommer des Todes – Teil 1       | Piece of My Heart (1) | 17. Feb. 2014       | 11. Dez. 2015                         | Ed Bazalgette      | Robert Murphy      |
| 18         | 4         | Im Sommer des Todes – Teil 2       | Piece of My Heart (2) | 24. Feb. 2014       | 11. Dez. 2015                         | Ed Bazalgette      | Robert Murphy      |
| 19         | 5         | Die Wege des Bösen – Teil 1        | Bad Boy (1)           | 3. März 2014        | 18. Dez. 2015                         | Stephen Woolfenden | Catherine Tregenna |
| 20         | 6         | Die Wege des Bösen – Teil 2        | Bad Boy (2)           | 10. März 2014       | 18. Dez. 2015                         | Stephen Woolfenden | Catherine Tregenna |

## Staffel 4
| Nr. (ges.) | Nr. (St.) | Deutscher Titel              | Originaltitel         | Erstausstrahlung UK | Deutschsprachige Erstausstrahlung (D) | Regie           | Drehbuch             |
| ---------- | --------- | ---------------------------- | --------------------- | ------------------- | ------------------------------------- | --------------- | -------------------- |
| 21         | 1         | Überleben ist alles – Teil 1 | What Will Survive (1) | 4. März 2015        | 24. März 2017                         | David Richards  | Nicholas Hicks-Beach |
| 22         | 2         | Überleben ist alles – Teil 2 | What Will Survive (2) | 11. März 2015       | 24. März 2017                         | David Richards  | Nicholas Hicks-Beach |
| 23         | 3         | Die Toten im Fluss – Teil 1  | Buried (1)            | 18. März 2015       | 31. März 2017                         | Craig Pickles   | Nicholas Hicks-Beach |
| 24         | 4         | Die Toten im Fluss – Teil 2  | Buried (2)            | 25. März 2015       | 31. März 2017                         | Craig Pickles   | Nicholas Hicks-Beach |
| 25         | 5         | Zweimal Doppelleben – Teil 1 | Ghosts (1)            | 1. Apr. 2015        | 7. Apr. 2017                          | Kenneth Glenaan | Paul Logue           |
| 26         | 6         | Zweimal Doppelleben – Teil 2 | Ghosts (2)            | 8. Apr. 2015        | 7. Apr. 2017                          | Kenneth Glenaan | Paul Logue           |

## Staffel 5
| Nr. (ges.) | Nr. (St.) | Deutscher Titel                      | Originaltitel                      | Erstausstrahlung UK | Deutschsprachige Erstausstrahlung (D) | Regie         | Drehbuch             |
| ---------- | --------- | ------------------------------------ | ---------------------------------- | ------------------- | ------------------------------------- | ------------- | -------------------- |
| 27         | 1         | Jeder Tropfen meines Blutes – Teil 1 | To Burn in Every Drop of Blood (1) | 31. Aug. 2016       | 11. Feb. 2018                         | Robert Quinn  | Nicholas Hicks-Beach |
| 28         | 2         | Jeder Tropfen meines Blutes – Teil 2 | To Burn in Every Drop of Blood (2) | 7. Sep. 2016        | 11. Feb. 2018                         | Robert Quinn  | Nicholas Hicks-Beach |
| 29         | 3         | Spiel mit der Angst – Teil 1         | A Little Bit of Heart (1)          | 14. Sep. 2016       | 18. Feb. 2018                         | Craig Pickles | Nicholas Hicks-Beach |
| 30         | 4         | Spiel mit der Angst – Teil 2         | A Little Bit of Heart (2)          | 21. Sep. 2016       | 18. Feb. 2018                         | Craig Pickles | Nicholas Hicks-Beach |
| 31         | 5         | Im Sog des Verbrechens – Teil 1      | Undertow (1)                       | 28. Sep. 2016       | 25. Feb. 2018                         | Mark Brozel   | Paul Logue           |
| 32         | 6         | Im Sog des Verbrechens – Teil 2      | Undertow (2)                       | 5. Okt. 2016        | 25. Feb. 2018                         | Mark Brozel   | Paul Logue           |